# Molières 2000
La 14e Nuit des Molières a eu lieu le 8 mai 2000 à la salle Favart du théâtre national de l'Opéra-Comique et fut présidée par Suzanne Flon.

## Molière du comédien
- Michel Aumont dans Un sujet de roman
  - Michel Bouquet dans À torts et à raisons
  - Claude Brasseur dans À torts et à raisons
  - Jacques Gamblin dans Raisons de famille
  - Jean-Jacques Moreau dans Mort accidentelle d'un anarchiste

## Molière de la comédienne
- Judith Magre dans Shirley
  - Marianne Basler dans Trahisons
  - Suzanne Flon dans L'Amante anglaise
  - Catherine Frot dans Dîner entre amis
  - Marie Laforêt dans Master Class

## Molière du comédien dans un second rôle
- Marcel Cuvelier dans Mon père avait raison
  - Christian Hecq dans La Main passe
  - Sam Karmann dans Raisons de famille
  - François Lalande dans Raisons de famille
  - Bernard Dhéran dans Hôtel des deux mondes

## Molière de la comédienne dans un second rôle
- Dominique Blanchar dans Les Femmes savantes
  - Claire Nadeau dans Mariages et conséquences
  - Catherine Arditi dans Hôtel des deux mondes
  - Chantal Neuwirth dans Les Nouvelles Brèves de comptoir
  - Beata Nilska dans À torts et à raisons
  - Geneviève Fontanel dans Raisons de famille

## Molière de la révélation théâtrale
- Irina Brook dans Résonances
  - Beata Nilska dans À torts et à raisons
  - Valérie Bonneton dans Jacques et Mylène
  - Laurence Cote dans Hôtel des deux mondes
  - Gwendoline Hamon dans Le Nouveau Testament

- Christian Hecq dans La Main passe
  - Benjamin Boyer dans Leçon de nuit
  - François Feroleto dans À torts et à raisons
  - Serge Hazanavicius dans Résonances
  - Jérôme Kircher dans Résonances

## Molière de l'auteur
- Dario Fo pour Mort accidentelle d'un anarchiste
  - Gabor Rassov pour Jacques et Mylène
  - Ronald Harwood pour À torts et à raisons
  - Éric-Emmanuel Schmitt pour Hôtel des deux mondes
  - Gérald Aubert pour Raisons de famille

## Molière de l'adaptateur
- Valérie Tasca pour Mort accidentelle d'un anarchiste, de Dario Fo
  - Jean-Marie Besset pour Outrages aux mœurs
  - Dominique Hollier pour À torts et à raisons
  - Claire Nadeau pour Mariages et conséquences

## Molière du metteur en scène
- Ariane Mnouchkine pour Tambours sur la digue
  - Irina Brook pour Résonances
  - Jacques Échantillon pour Mort accidentelle d'un anarchiste
  - Gildas Bourdet pour Raisons de famille
  - Marcel Bluwal pour À torts et à raisons

## Molière du créateur de costumes
- Chloé Obolensky pour Peines de cœur d'une chatte française
  - Patrick Dutertre pour Amorphe d'Ottenburg
  - Marie-Hélène Bouvet, Nathalie Thomas, Ysabel de Maisonneuve, Annie Tran pour Tambours sur la digue
  - Pascale Bordet pour Un fil à la patte

## Molière du décorateur scénographe
- Guy-Claude François pour Tambours sur la digue
  - Philippe Miesch pour Hôtel des deux mondes
  - Nicolas Sire pour La Chambre bleue
  - Catherine Bluwal pour À torts et à raisons

## Molière du créateur de lumières
- Jacques Rouveyrollis pour À torts et à raisons
  - Franck Thevenon pour Hôtel des deux mondes
  - Laurent Castaingt pour La Chambre bleue
  - Arnaud Jung pour Résonances

## Molière du meilleur spectacle comique
- Mort accidentelle d'un anarchiste, de Dario Fo, au Théâtre La Bruyère, mise en scène Jacques Échantillon
  - Les Nouvelles Brèves de comptoir au Théâtre Fontaine
  - Jacques et Mylène au Théâtre de la Gaîté Montparnasse
  - Un fil à la patte au Théâtre de la Porte-Saint-Martin

## Molière de la meilleure pièce de création
- Tambours sur la digue, d'Hélène Cixous, au Théâtre du Soleil
  - Hôtel des deux mondes au Théâtre Marigny
  - Jacques et Mylène à Théâtre de la Gaîté-Montparnasse
  - Résonances au Théâtre de l'Atelier
  - À torts et à raisons au Théâtre Montparnasse
  - Raisons de famille au Théâtre Hébertot

## Molière de la meilleure pièce du répertoire
- Le Revizor, de Nicolas Gogol, mise en scène de Jean-Louis Benoît, à La Comédie-Française
  - Un sujet de roman au Théâtre du Palais-Royal
  - Un fil à la patte au Théâtre de la Porte-Saint-Martin
  - La Main passe au Comédia
  - Les Femmes savantes au Théâtre Hébertot

## Molière du spectacle musical
- Peines de cœur d'une chatte française, de René de Ceccatty, mise en scène Alfredo Arias, MC Loire-Atlantique, MC93 Bobigny
  - La Framboise frivole de Peter Hens & David Laisné
  - La Périchole

## Meilleur «one man show» ou spectacle de sketches
- Arturo Brachetti pour L'Homme aux mille visages
  - Laurent Gerra pour Théâtre Marigny
  - Jean-Jacques Vanier pour L'Envol du pingouin

## Molière d'honneur
- Raymond Devos
- Hubert Gignoux
- Charles Trenet
- Théâtre de la Huchette à Paris, pour le 50e anniversaire de la création de La Cantatrice chauve d'Eugène Ionesco, le 11 mai 1950. Depuis 1957, La Cantatrice chauve et La Leçon ont été jouées, de façon ininterrompue, dans ce même théâtre, plus de 13 700 fois. (voir théâtre de la Huchette)